# Sarcarsamakulam
Sarcarsamakulam es una ciudad y nagar Panchayat situada en el distrito de Coimbatore en el estado de Tamil Nadu (India). Su población es de 10289 habitantes (2011). Se encuentra a 15 km de Coimbatore.

## Demografía
Según el censo de 2011 la población de Sarcarsamakulam era de 10289 habitantes, de los cuales 5122 eran hombres y 5167 eran mujeres. Sarcarsamakulam tiene una tasa media de alfabetización del 86,31%, superior a la media estatal del 80,09%: la alfabetización masculina es del 91,74%, y la alfabetización femenina del 80,99%.